# پروژه ققنوس ایران

لوگوی پروژه ققنوس با تصویری نمادین از پرنده ققنوس و شعار «توانا بود هر که دانا بود» به همراه معادل آن به زبان لاتین: «In Virtute Autem Sapiens»

پروژه ققنوس ایران (به انگلیسی: Phoenix Project of Iran) به اختصار پروژه ققنوس یک اندیشکده علمی و تحقیقاتی است که در یک کنفرانس مطبوعاتی با حضور رضا پهلوی در ۳ اسفند ۱۳۹۷ اعلام موجودیت کرد. هدف این پروژه بررسی مشکلات ایران در عرصه‌های مختلف و ارائه راهکارهای علمی و عملی برای «بازسازی ایران» با بهره‌گیری از دانش و کارشناسان و متخصصان ایرانی در دوران پس از فروپاشی نظام جمهوری اسلامی اعلام شده است.
رضا پهلوی در گفتگویی خبری در دانشگاه جرج واشینگتن عنوان کرد که با گروه بزرگی از متخصصان و دانشمندان ایرانی مشاوره کرده است تا با بنیان نهادن یک سازمان پژوهشی، اطلاعات و دانش خود را صرف یافتن راه حل‌های مختلف برای بازسازی کشور کنند.
پروژه ققنوس در ۳ اسفند ۱۳۹۷ برابر با ۲۲ فوریه ۲۰۱۹ در واشینگتن، دی.سی. اعلام موجودیت کرد. تلویزیون ایران اینترنشنال برگزاری کنفرانس افتتاحیه پروژه را به صورت زنده پوشش داد و پخش کرد.

## مدیریت و مسئولیت
پروژه ققنوس از افراد و گروه‌های مختلف علمی و دانشگاهی تشکیل شده است. «آرمند اشرف‌زاده»، «فرداد فروزان»، «فرخ زندی»، «کاوه راد»، «سیاوش مشفق همدانی»، «نامدار بقایی یزدی»، «هوشنگ لاهوتی» از اعضای هیئت هماهنگی این اندیشکده هستند. مدیریت هماهنگی پروژه ققنوس که در آغاز بر عهده الهیار کنگرلو متخصص بخش نوروبیولوژی و فیزیک مغناطیسی دانشگاه کلمبیا قرار داشت، در این دوره بر عهده کاوه راد قرار گرفته است.

## نام و شعار پروژه

ققنوس در هنگام تولد قهرمان و پهلوان ایران زمین رستم

نام و نشان‌واره این پروژه از پرنده ای افسانه ای به نام ققنوس برگرفته شده که مرغی نادر و تنهاست و جفتی و زایشی ندارد. اما هزار سال یک بار، بر توده‌ای بزرگ از هیزم بال می‌گشاید و آواز می‌خواند و چون از آواز خویش به وجد و اشتیاق آمد، به منقار خویش آتشی می‌افروزد و می‌سوزد و از خاکستر آن ققنوسی دیگر متولد می‌شود.
شعار این پروژه هم که در لوگوی آن ثبت شده این است: «توانا بود هر که دانا بود».